# Банка „Български кредит“
Банка „Български кредит“ е българска банка със значително държавно участие, функционирала от 1934 до 1948 година. В навечерието на Втората световна война това е една от двете големи банки в страната, наред с Българска търговска банка, със значителен дял на местни частни акционери.
Банка „Български кредит“ е създадена въз основа на специална наредба-закон, издаден на 15 юни 1934 година, малко след Деветнадесетомайския преврат. Тя предвижда обединяването на основните частни акционерни банки със значително участие на Българската народна банка (БНБ), която е основен акционер в новообразуваното дружество и има специални права при неговото управление.
Банката е учредена на 6 октомври 1934 година, като БНБ внася своя дял от капитала, а други 7 частни банки, изпаданали във финансови затруднения, поради Голямата депресия, вливат целия си капитал в новобразуваното дружество. Най-големи дялове имат БНБ (39,0%), Интернационална банка (24,2%) и Съединени български банки (14,2%). Другите банки, участвали в основаването, са Търновска търговска и кредитна банка, Банка за търговия и кредит, Бургаска банка, Кредитна търговска банка и Пазарджишка търговска банка. През следващите години чрез разширение на капитала си Банка „Български кредит“ поглъща около 20 по-малки банки.
Банката започва реално да функционира в началото на 1935 година. Тя се ползва с преференции при кредитирането от БНБ и се превръща в третия по големина кредитор в страната след самата БНБ и държавната Българска земеделска и кооперативна банка. След прокомунистическия Деветосептемврийски преврат от 1944 година банката е национализирана, като от 2 януари 1948 година е присъединена към БНБ.